# LaFayette (Kentucky)
LaFayette es una ciudad ubicada en el condado de Christian en el estado estadounidense de Kentucky. En el Censo de 2010 tenía una población de 165 habitantes y una densidad poblacional de 269,94 personas por km².

## Geografía
LaFayette se encuentra ubicada en las coordenadas 36°39′37″N 87°39′29″O / 36.66028, -87.65806. Según la Oficina del Censo de los Estados Unidos, LaFayette tiene una superficie total de 0.61 km², de la cual 0.61 km² corresponden a tierra firme y (0%) 0 km² es agua.

## Demografía
Según el censo de 2010, había 165 personas residiendo en LaFayette. La densidad de población era de 269,94 hab./km². De los 165 habitantes, LaFayette estaba compuesto por el 93.33% blancos, el 4.85% eran afroamericanos, el 0% eran amerindios, el 0% eran asiáticos, el 0.61% eran isleños del Pacífico, el 0% eran de otras razas y el 1.21% pertenecían a dos o más razas. Del total de la población el 3.03% eran hispanos o latinos de cualquier raza.